# Baltasar Carrasco dos Reis
Baltasar Carrasco dos Reis (São Paulo dos Campos de Piratininga, 1617 — Curitiba, 8 de outubro de 1697) foi um militar, bandeirante e proprietário de terras do período colonial brasileiro.

## História
O capitão Baltasar Carrasco dos Reis, era filho de Miguel Garcia Carrasco  e de Margarida Fernandes, seu pai fidalgo de origem espanhola foi um dos signatários da Aclamação de Amador Bueno, como rei de São Paulo, porém o mesmo não aceitou, vindo Miguel Garcia Carrasco dois dias após a assinar a aclamação de D. João IV. Tal fato, se concretizado, teria antecipado a Independência do Brasil de Portugal em 181 anos.
Era casado com  Izabel Antunes e recebeu por carta de 29 de junho de 1661, assinada por Salvador Corrêa de Sá e Benavides, uma Sesmaria de terras na localidade de Mariguy (Barigüi) onde já morava por vários anos, localizada na Vila de Nossa Senhora da Luz dos Pinhais.
Possuía grandes extensões de terra nos Campos Gerais de Curitiba, no litoral paranaense e na Villa de Sant'Anna de Parnahyba.
Segundo a Obra Clássica de Francisco Negrão publicada em 1926: "Genealogia Paranaense" às seguintes famílias: Andrade, Soares e Seixas, juntamente à do capitão Matheus Martins Leme se entrelaçaram por meio de casamento com a de Baltasar Carrasco dos Reis, formando uma grande prole, a partir de seus 8 filhos, e é tido como um dos povoadores de Curitiba, sendo que seus descendentes formaram a elite política do estado com membros ainda dominantes nos dias de hoje.